# H. D. Deve Gowda

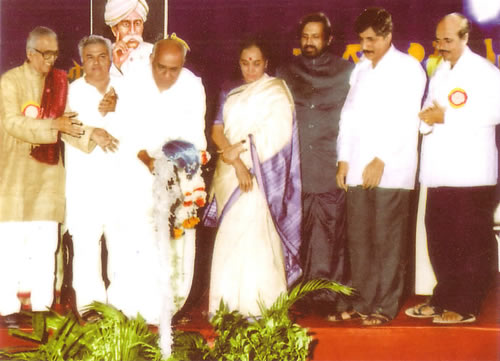
Prim-ministrul Indiei, Haradanahalli Doddegowda Deve Gowda. (al treilea)

Haradanahalli Doddegowda Deve Gowda (n. 18 mai 1933) este un om politic indian, care a îndeplinit funcția de prim-ministru al Indiei în perioada 1 iunie 1996 - 21 aprilie 1997.
1. ↑  H.D. Deve Gowda, Encyclopædia Britannica Online, accesat în 9 octombrie 2017
2. ↑  H. D. Deve Gowda, Munzinger Personen, accesat în 9 octombrie 2017
3. 1 2  Library of Congress Name Authority File